# Coeloides melanostigma
Coeloides melanostigma är en stekelart som beskrevs av Embrik Strand 1918. Coeloides melanostigma ingår i släktet Coeloides och familjen bracksteklar. Arten är reproducerande i Sverige. Inga underarter finns listade i Catalogue of Life.